# Portique Vipsania
Le portique de Vipsania (latin Porticus Vipsania) ou portique d'Agrippa est un monument de la Rome antique. Il est projeté par Marcus Vipsanius Agrippa et complété, après sa mort prématurée en 12 av. J.-C., par sa sœur Vipsania Polla sur le Champ de Mars à Rome. À la demande d'Auguste et selon les intentions d'Agrippa, on fit figurer sur ses murs, offerts au public, en peinture ou mosaïque, une carte du monde, un Orbis terrarum,.

## Emplacement
Le portique était situé sur le Champ de Mars, à l'est de la via Lata, sur des terrains (le campus Agrippae) qu'Agrippa laissait au peuple romain par son testament. Il ne reste pas de vestiges significatifs de ce monument sur le lieu actuellement occupé par la galerie Sciarra, mais des fouilles menées au début du XXe siècle à l'occasion de travaux pour la galerie ont permis de le repérer.

## La carte du monde
La principale source en ce qui concerne l'œuvre géographique d'Agrippa est Pline l'Ancien. Pline, dans ses livres III à VI, fait référence une trentaine de fois à un texte d'Agrippa dans lequel seraient données des mesures de différentes parties du monde (provinces, mers, îles, etc.), avec quelques remarques complémentaires. Par ailleurs, à deux reprises, il mentionne l'existence d'une carte dans le portique d'Agrippa. Il désigne le texte d'Agrippa sous le nom de commentarii.  Deux textes géographiques tardifs et anonymes, la Divisio orbis terrarum et la Dimensuratio provinciarum semblent bien s'inscrire dans le prolongement de l'œuvre d'Agrippa.
La présence de cartes géographiques sous un portique avait été imitée en d'autres villes. Le rhéteur Eumène, dans son discours de 298 sur la restauration des écoles, mentionne longuement celle qui se trouvait sous un portique à Augustodunum (Autun).